# Стара Єлизаветівка
Стара Єлизаве́тівка — село Знам'янської сільської громади, Березівський район, Одеська область в Україні. Населення становить 311 осіб.

## Населення
Згідно з переписом УРСР 1989 року чисельність наявного населення села становила 373 особи, з яких 177 чоловіків та 196 жінок.
За переписом населення України 2001 року в селі мешкало 311 осіб.

### Мова
Розподіл населення за рідною мовою за даними перепису 2001 року:
| Мова       | Відсоток |
| ---------- | -------- |
| українська | 96,14 %  |
| молдовська | 2,57 %   |
| російська  | 1,29 %   |